# لی هان سیانگ
لی هان سیانگ (چینی: 李翰祥؛ ‏ ۷ مارس ۱۹۲۶ – ۱۷ دسامبر ۱۹۹۶) کارگردان فیلم و فیلم‌نامه‌نویس اهل چین بود.
از فیلم‌ها یا مجموعه‌های تلویزیونی که وی در آن‌ها نقش داشته‌است، می‌توان به عشق ازلی، نیلوفر آبی زرین و ملکه بیوه پادشاه اشاره نمود.